# Lista över regionbusslinjer i Skåne län

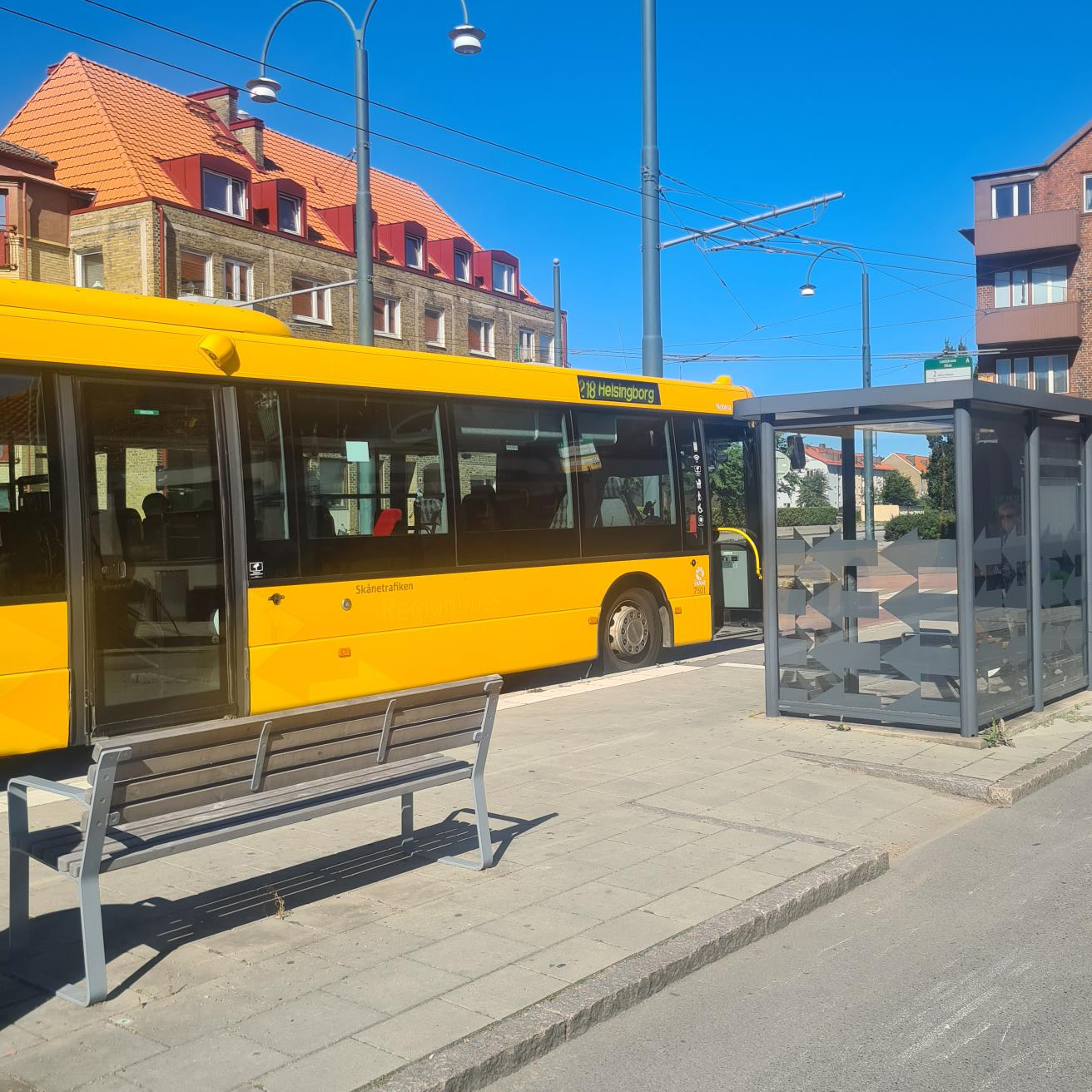
En av Skånetrafikens regionbussar

Detta är en lista över Skånetrafikens regionala busslinjer i Skåne län - såväl som intilliggande län, då vissa rutter spänner över angränsande kommuner även utanför länet. Skånetrafiken driver över 100 reguljära regionbusslinjer, och ytterligare 9 expresslinjer vid namn "SkåneExpressen". Utöver detta så finns det fler linjer som erbjuds via beställning över telefon.
Skånetrafiken driver även tågtrafik, Pågatågen och Öresundståg. 
Sedan december 2021 drivs några av Skånetrafikens regionbusslinjer med elektriska bussar.

## Linjer
Enligt tidtabeller i december 2022.
| Nummer            | Linje |
| ----------------- | --- |
| SkåneExpressen 1  | Kristianstad - Malmö                                                                                        |
| SkåneExpressen 2  | Hörby - Lund                                                                                                |
| SkåneExpressen 3  | Kristianstad - Simrishamn                                                                                   |
| SkåneExpressen 4  | Kristianstad - Brösarp -Ystad                                                                               |
| SkåneExpressen 5  | Lund - Simrishamn                                                                                           |
| SkåneExpressen 8  | Malmö - Veberöd - Sjöbo                                                                                     |
| SkåneExpressen 10 | Örkelljunga - Helsingborg                                                                                   |
| SkåneExpressen 11 | Helsingborg - Höganäs                                                                                       |
| SkåneExpressen 15 | Malmö - Vellinge - Höllviken - Skanör                                                                       |
| 101               | Trulstorp - Mossheddinge - Kyrkheddinge - Staffanstorp                                                      |
| 102               | Staffanstorp - Uppåkra - Hjärup                                                                             |
| 103               | Lund - Vellinge - Höllviken                                                                                 |
| 108               | Gårdstånga - Odarslöv - Lund                                                                                |
| 122               | Kävlinge - Löddeköpinge                                                                                     |
| 123               | Kävlinge - Furulund - Lund                                                                                  |
| 124               | Löddeköpinge - Barsebäckshamn                                                                               |
| 126               | Hänkelstorp - Löddeköpinge - Lund                                                                           |
| 127               | Staffanstorp - Nordanå - Särslöv - Tottarp                                                                  |
| 130               | Lund - Åkarp - Malmö Södervärn                                                                              |
| 131               | Lund - Malmö Värnhem                                                                                        |
| 132               | Löddeköpinge - Bjärred - Lomma - Malmö Södervärn                                                            |
| 134               | Löddeköpinge - Bjärred - Malmö Södervärn                                                                    |
| 135               | Lomma kyrka - Lomma busstation                                                                              |
| 137               | Bjärred - Lund                                                                                              |
| 138               | Landskrona - Löddeköpinge                                                                                   |
| 139               | Lund - Lomma - Alnarp - Burlövs station                                                                     |
| 140               | Oxie - Svedala                                                                                              |
| 141               | Malmö Södervärn - Svedala                                                                                   |
| 143               | Svedala - V Kärrstorp - V Ingelstad                                                                         |
| 144               | Malmö Persborg / Östra Grevie - Anderslöv                                                                   |
| 145               | Svedala - Trelleborg                                                                                        |
| 146               | Malmö Södervärn - Vellinge - Trelleborg                                                                     |
| 148               | Malmö Södervärn - Torup                                                                                     |
| 150               | Klågerup - Malmö - Vellinge                                                                                 |
| 152               | Stora Hammars skola - Kämpinge - Höllviken - Henriks Hage                                                   |
| 153               | Svedala - Börringe - Nötesjö                                                                                |
| 155               | Lund Brunnshög - Södra Sandby - Revingeby - Harlösa                                                         |
| 159               | Lund C - Skrylleskogen - Dalby - Torna Hällestad - Södra Sandby - Skrylleskogen - Lund Lunds centralstation |
| 160               | Lund - Dalby - Veberöd                                                                                      |
| 161               | Torna Hällestad - Dalby - Lund                                                                              |
| 162               | Lund - Dalby - Genarp                                                                                       |
| 165               | Lund - Klågerup - Svedala                                                                                   |
| 166               | Södra Sandby - Lund - Staffanstorp                                                                          |
| 168               | Lunds Brunnshög - Malmö Södervärn                                                                           |
| 169               | Lunds Universitetssjukhus - Malmö Södervärn                                                                 |
| 170               | Lund Norra Fäladen - Lund LTH - Malmö Jägersro - Hyllie                                                     |
| 171               | Lund Norra Fäladen - Lund LTH - Malmö Södervärn                                                             |
| 172               | Burlövs station - Staffanstorp - Genarp                                                                     |
| 174               | Malmö Södervärn - Staffanstorp - Dalby                                                                      |
| 175               | Malmö Malmö Värnhem - Södra Sandby - Flyinge - Gårdstånga - Eslöv                                           |
| 177               | Malmö C - Staffanstorp                                                                                      |
| 181               | Vellinge - Höllviken - Skegrie - Trelleborg                                                                 |
| 182               | Skåre - Trelleborg                                                                                          |
| 183               | Trelleborg - Anderslöv                                                                                      |
| 184               | Trelleborg - Östra Klagstorp - Stora Beddinge                                                               |
| 190               | Trelleborg - Smygehamn - Skateholm - Abbekås - Ystad                                                        |
| 201               | Långaröd - Höganäs - Sporthallen                                                                            |
| 218               | Helsingborg - Glumslöv - Landskrona                                                                         |
| 219               | Helsingborg - Rydebäck                                                                                      |
| 220               | Höganäs - Viken - Helsingborg                                                                               |
| 222               | Mölle - Höganäs                                                                                             |
| 223               | Jonstorp - Arild - Nyhamnsläge                                                                              |
| 224               | Höganäs - Jonstorp - Ingesträde - Mjöhult - Hjälmshult - Allerum - Helsingborg                              |
| 225               | Ängelholm - Jonstorp - Höganäs                                                                              |
| 226               | Ängelholm - Höganäs                                                                                         |
| 230               | Billesholm - Svalöv - Teckomatorp                                                                           |
| 240               | Landskrona - Svalöv                                                                                         |
| 243               | Röstånga - Svalöv                                                                                           |
| 250               | Helsingborg - Bjuv - Billesholm - Ekeby                                                                     |
| 251               | Helsingborg - Påarp - Mörarp - Bjuv - Billesholm                                                            |
| 260               | Ekeby - Tågarp - Härslöv - Landskrona                                                                       |
| 297               | Helsingborg - Ättekulla - Bårslöv                                                                           |
| 298               | Helsingborg - Bårslöv - Ekeby                                                                               |
| 299               | Helsingborg - Bårslöv - Helsingborg                                                                         |
| 300               | Hyllie - Vellinge - Falsterbo                                                                               |
| 301               | Sjöbo - Ystad                                                                                               |
| 302               | Rydsgård - Skivarp                                                                                          |
| 304               | Köpingebro - Svenstorp                                                                                      |
| 305               | Skurup - Abbekås                                                                                            |
| 306               | Skurup - Slimminge - Svaneholms slott - Skurup                                                              |
| 307               | Skurup - Skårby - Ystad                                                                                     |
| 309               | Skurup - Stenberget - Veberöd                                                                               |
| 321               | Skillinge - Brantevik - Simrishamn                                                                          |
| 322               | Ystad - Nybrostrand - Kåseberga - Skillinge                                                                 |
| 330               | Hörby - Bjärsjölagård - Sjöbo                                                                               |
| 337               | Tomelilla - Öja Industriområde - Ystad                                                                      |
| 338               | Sjöbo - Lövestad - Tomelilla                                                                                |
| 340               | Fränninge - Vollsjö - Sjöbo                                                                                 |
| 341               | Veberöd - Blentarp - Sjöbo                                                                                  |
| 379               | Vellinge - Västra Ingelstad - Östra Grevie                                                                  |
| 436               | Eslöv - Löberöd                                                                                             |
| 441               | Höör - Frostavallen - Skånes Djurpark - Höör                                                                |
| 444               | Höör - Ängsbyn - Snogeröd                                                                                   |
| 445               | Höör - Orupssjukhuset - Sätofta - Jägersbo - Höör                                                           |
| 448               | Höör - Munkarp - Norra Rökum - Höör                                                                         |
| 469               | Hörby - Fulltofta Naturcentrum - Höör                                                                       |
| 470               | Höör - Hörby                                                                                                |
| 471               | Hörby - Långaröd - Önneköp                                                                                  |
| 474               | Hörby - Eslöv                                                                                               |
| 501               | Båstad Torget - Båstad busstation - Båstad station                                                          |
| 502               | Torekov - Båstad                                                                                            |
| 503               | Förslöv - Ängelholm                                                                                         |
| 504               | Båstad - Förslöv                                                                                            |
| 505               | Torekov - Förslöv                                                                                           |
| 506               | Ängelholm - Helsingborg                                                                                     |
| 507               | Svenstorp - Munka-Ljungby - Ängelholm                                                                       |
| 510               | Ängelholm - Munka-Ljungby - Klippan                                                                         |
| 511               | Ängelholm - Örkelljunga - Hässleholm                                                                        |
| 514               | Ängelholm - Åstorp                                                                                          |
| 518               | Klippan - Ljungbyhed - Röstånga - Stehag                                                                    |
| 520               | Åstorp - Hyllinge - Helsingborg                                                                             |
| 521               | Markaryd - Örkelljunga                                                                                      |
| 525               | Båstad - Östra Karup                                                                                        |
| 528               | Klippan - Perstorp                                                                                          |
| 532               | Markaryd - Hässleholm                                                                                       |
| 535               | Hässleholm - Hovdala slott                                                                                  |
| 539               | Osby - Lönsboda                                                                                             |
| 540               | Knislinge - Vanås                                                                                           |
| 541               | Lönsboda - Sibbhult                                                                                         |
| 542               | Sibbhult - Broby - Hässleholm                                                                               |
| 543               | Knislinge - Immeln - Arkelstorp                                                                             |
| 544               | Fjälkestad - Kristianstad                                                                                   |
| 545               | Kristianstad - Broby - Glimåkra- Osby                                                                       |
| 549               | Kristianstad - Färlöv                                                                                       |
| 550               | Vånga - Arkelstorp - Kristianstad                                                                           |
| 551               | Kristianstad - Åhus - Yngsjö - Furuboda                                                                     |
| 552               | Kristianstad - Åhus                                                                                         |
| 553               | Kristianstad - Vittskövle                                                                                   |
| 554               | Äsphult - Kristianstad                                                                                      |
| 556               | Tollarp - Huaröd                                                                                            |
| 557               | Vånga - Barum - Fjälkinge                                                                                   |
| 558               | Kristianstad - Fjälkinge - Nymölla - Bromölla                                                               |
| 559               | Kristianstad - Åhus                                                                                         |
| 561               | Sölvesborg - Bromölla - Olofström                                                                           |
| 562               | Älmhult - Lönsboda - Olofström                                                                              |
| 571               | Ystad - Hammenhög - Simrishamn                                                                              |
| 574               | Brösarp - Ravlunda - Vitaby - Sankt Olof - Simrishamn                                                       |
| 575               | Gärsnäs - Ö Vemmerlöv - Simrishamn                                                                          |
| 577               | Ystad - Nybrostrand - Löderup - Borrby - Skillinge - Brantevik - Simrishamn                                 |
| 576               | Simrishamn - Vallby - Hannas                                                                                |
| 579               | Sankt Olof - Onslunda - Tomelilla                                                                           |